# Jan Stanisław Jankowski

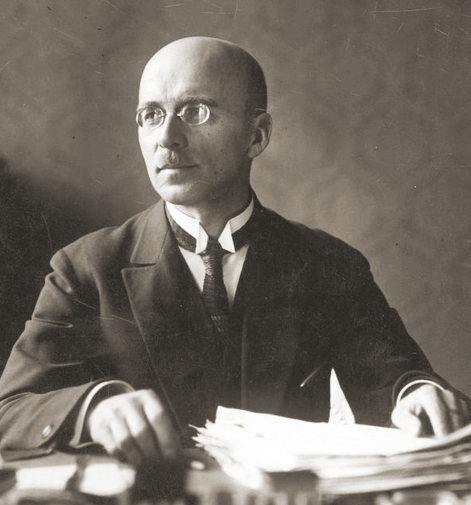
Jan Stanisław Jankowski (1926)

Jan Stanisław Jankowski (Decknamen: Doktor, Jan, Klonowski, Sobolewski, Soból) (* 6. Mai 1882 in Krasowo Wielkie, Gmina Nowe Piekuty, Woiwodschaft Podlachien, Polen; † 13. März 1953 in Wladimir, Russland) war ein polnischer Chemieingenieur, Aktivist der Partei der Arbeit (SP) und Politiker.

## Leben

### Ausbildung
Jankowski besuchte das Gymnasium in Piotrków Trybunalski.
Dann studierte er an der Universität Warschau Physik und Mathematik und anschließend an der Technischen Universität Warschau Chemie.
1906 wechselte er an die Deutsche Technische Hochschule Prag, wo er 1908 einen Abschluss als Ingenieur erreichte.
Von 1909 bis 1912 absolvierte er eine landwirtschaftswissenschaftliche Ausbildung an der Jagiellonen-Universität in Krakau.
Dort arbeitete er als Assistent in der Abteilung für Landwirtschaftswissenschaft.

### Gesellschaftliches Engagement

Dritte Teilung Polens 1795, gelb=Österreich, türkis=Preußen, hellblau=Russland

Grenzen Polens

#### Geschichtlicher Hintergrund
Das Wirken von Jankowski ist nur auf dem Hintergrund der Situation Polens in diesen Jahren zu begreifen.
Seit der dritten Teilung Polens existierte Polen nicht mehr als unabhängiges geschlossenes Staatsgebilde.
Das Land Polen war vollständig auf Österreich, Preußen und Russland aufgeteilt worden.
Das polnische Volk fand sich jedoch mit dieser Aufteilung seiner Heimat nicht ab, sondern kämpfte weiter für die Wiederherstellung Polens als unabhängiger selbständiger Staat.
Die drei stärksten Persönlichkeiten und Parteien bei diesem Kampf waren:
- Józef Piłsudski (1867–1935), Polnische Sozialistische Partei (Polska Partia Socjalistyczna, PPS), Ziel: ein unabhängiges Polen unter Einschluss der von den Russen annektierten Gebiete (das rotbraune und das hellbraune Gebiet), ein multinationaler und multikonfessioneller Bundesstaat. Sozialistische Anliegen wie: Mindestlöhne, 8-Stunden-Tag, Verstaatlichung von Produktions-, Verkehrsmitteln, Grund und Boden. Mittel zur Erreichung der Ziele:  Überfälle auf Banken und Postzüge, bewaffneter Kampf, Diktatur.
- Roman Dmowski (1864–1939), Nationale Demokratie (Narodowa Demokracja, ND, SND), Ziel: ein Großslawisches Reich unter russischer Vorherrschaft, territoriale Grenzen Polens im Osten die Curzon-Linie, d. h. die polnische Sprachgrenze im Osten, im Westen ein um Schlesien und Ostpreußen erweitertes Reich (das rotbraune und das rosa Gebiet). Er war aktiver Antisemit. Nach der Oktoberrevolution in Russland kam er von seinem prorussischen Panslawismus ab und befürwortete nun einen national homogenen und monokonfessionell katholischen polnischen Staat. Dmowski war ein erbitterter Feind Piłsudskis.
- Wincenty Witos (1874–1945), Polnische Bauernpartei (Polskie Stronnictwo Ludowe, Polskie Stronnictwo Ludowe Piast, erst SL, später PSL), Ziel: ein von Deutschland und Russland gleichermaßen unabhängiges selbständiges Polen, christlich orientierte Demokratie, vorsichtige Bodenreformen.

Alle drei agierten hauptsächlich im österreichischen Gebiet, speziell in Krakau, weil dort die größte Freiheit für ihre Aktivitäten herrschte.

#### Bis zur zweiten Polnischen Republik
Während des Studiums wurde Jankowski Mitglied der konspirativen Jugendorganisation Związek Młodzieży Polskiej „Zet”.
Außerdem wurde er Mitglied der Partei Stronnictwo Narodowo-Demokratyczne (SND).
Er beteiligte sich in den Jahren 1901 und 1902 an der Gründung einer Arbeiter-Jugendorganisation Związek Młodzieży Robotniczej.
Er vereinigte die Arbeiterjugend und die Handwerkerjugend in der nationalen Jugendorganisation Jan Kiliński.
Diese Jugendorganisation war von 1901 bis 1906 im Warschauer Untergrund tätig.
Ihr Ziel war es, die Russifizierung Polens zu bekämpfen.
Außerdem gründete er die Nationale Arbeitervereinigung (Narodowy Związek Robotniczy, NZR), eine national-christliche Arbeiterpartei, die von 1905 bis 1920 aktiv war.
1908 wurde er Mitglied der Volks-Liga (Liga Narodowa, LN).
Die Liga Narodowa war eine von 1893 bis 1928 bestehende konspirative Vereinigung, die für die Unabhängigkeit Polens kämpfte.
Jankowski war einer der Gründer der Frondy ND.
Dies war eine Organisation, die sich immer mehr von der Nationalen Demokratie (Narodowa Demokracja, ND) abwandte.
Die ND übernahm die panslawistischen Ideen von Roman Dmowski, der ein von Russland dominiertes slawisches Großreich anstrebte.
Jankowski dagegen vertrat die Unabhängigkeit Polens von Russland.
Mit Verhaftung bedroht, ging Jankowski 1909 nach Krakau, das sich im österreichischen Herrschaftsbereich befand und größere Freiheiten der politischen Betätigung bot.
In Krakau war er von 1912 bis 1914 Vertreter des NZR und Mitorganisator der polnischen Militärunion.
Während des Ersten Weltkrieges diente Jankowski 1914 in der Pierwsza Kompania Kadrowa (1. Elite-Kompanie) von Piłsudski und 1915 beim 1. Regiment der polnischen Legionen der Ulanen (1 Pułk Ułanów Legionów Polskich).
1915 vertrat er den NZR im Nationalen Zentralkomitee (Centralny Komitet Narodowy, CKN).
Dieses Zentralkomitee wurde 1915 gegründet und war eine Vereinigung von Gruppen, die für die polnische Unabhängigkeit kämpften, darunter PPS und PSL.

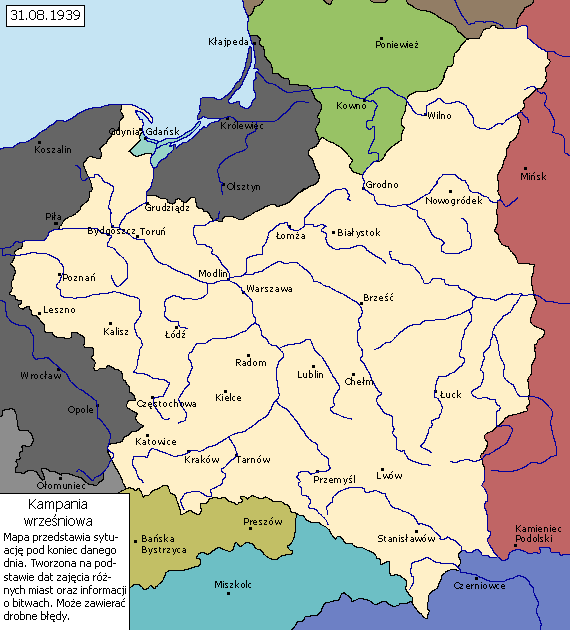
Zweite Polnische Republik

#### Zweite Polnische Republik
1918 wurde die Zweite Polnische Republik gegründet.
Jankowski arbeitete von 1919 bis 1921 im Ministerium für Landwirtschaft und Staatsgüter.
1921 wurde er Minister für Arbeit und Soziales in der Regierung von Wincenty Witos.
1925 wurde er Staatssekretär im Ministerium für Arbeit und Soziales.
Nachdem Józef Piłsudski 1926 durch einen Staatsstreich die Macht an sich gerissen hatte, arbeitete Jankowski bei der Sozialversicherungsanstalt.
Von 1926 bis 1936 war er Vizepräsident der polnischen Berufsgenossenschaft.
Für die NPR war er von 1928 bis 1935 Mitglied des Sejm und von 1927 bis 1934 Stadtrat der Hauptstadt Warschau.
1920 war Jankowski Mitbegründer der Nationalen Arbeiterpartei (Narodowa Partia Robotnicza, NPR), wo er verschiedene Führungspositionen einnahm.
1935 verließ er die NPR wegen Streitigkeiten mit Karol Popiel.
1937 trat er in die Arbeiterpartei (Stronnictwo Pracy, SP) ein, die im selben Jahr als Vereinigung von NPR mit der Christdemokratie (Chrześcijańską Demokracją, ChD) entstanden war.

#### 1939 bis 1944
1939 begann mit dem deutschen Überfall auf Polen der Zweite Weltkrieg.
Es bildete sich eine Polnische Exilregierung, die ihren Sitz zunächst in Paris, später Angers, ab 1940 dann in London hatte.
Diese Exilregierung wurde in Polen durch den Polnischen Untergrundstaat und die Polnische Heimatarmee vertreten.
Es wurde eine Regierungsvertretung im Lande (Delegatura Rządu na Kraj) gebildet, die die Institutionen der Besatzungsmächte durch parallele polnische Institutionen, die polnischem Recht folgten, „doppelte“.
Jankowski schloss sich dem polnischen Untergrund an.
Er war Mitglied der Führung der SP im Untergrund.
Ab 1941 war er Direktor des Ministeriums für Arbeit und Soziales der Regierungsvertretung im Lande.
Außerdem gehörte er bis 1943 einem dreiköpfigen Beirat des Kommissars der Hauptstadt Warschau an.
Zusätzlich arbeitete Jankowski für das 6. Informations- und Propaganda-Büro des ZWZ-AK-Hauptquartiers (ZWZ = Związek Walki Zbrojnej = Vereinigung des bewaffneten Kampfes, AK = Armia Krajowa = Polnische Heimatarmee).
Ab 1942 war Jankowski stellvertretender Delegierter der Regierungsvertretung im Lande für Jan Piekałkiewicz. Als dieser 1943 von der Gestapo verhaftet wurde, nahm Jankowski seinen Platz ein. In dieser Funktion gelang es ihm, zwischen der Mehrheit der zum Teil zerstrittenen Gruppen des Untergrundstaats zu vermitteln. Dies war eine wesentliche Voraussetzung auch für die militärische Integration der zugehörigen bewaffneten Verbände in die Heimatarmee.
Ab 1944 hatte er das Amt des stellvertretenden Ministerpräsidenten der Regierungsvertretung im Lande inne.

#### Warschauer Aufstand
Die Deutschen ebenso wie die Sowjets ermordeten in den von ihnen besetzten polnischen Gebieten zehntausende von politischen, militärischen und intellektuellen polnischen Führungspersönlichkeiten, um ihre jeweilige Macht in diesen Gebieten zu sichern.
Die polnische Heimatarmee kämpfte zusammen mit der Roten Armee gegen die deutsche Wehrmacht.
Aber überall, wo diese beiden Armeen erfolgreich polnische Städte von den Deutschen befreiten, wurden hinterher die polnischen Soldaten von den Sowjets entwaffnet und die polnischen Offiziere gefangengesetzt, teilweise deportiert, teilweise ermordet.
Die Deportation der Polen in die Sowjetunion wurde geleitet von General Iwan Alexandrowitsch Serow, Kommandeur des NKWD in Polen.
Deshalb waren die Polen bestrebt, beim Rückzug der deutschen Armee die frei werdenden Gebiete möglichst vor den Sowjets in ihre Macht zu bringen.
Das war aber angesichts der großen deutschen und sowjetischen Überlegenheit ein hoffnungsloses Unterfangen.
Im Juli 1944 befanden sich Verbände der Roten Armee unter Marschall Konstantin Konstantinowitsch Rokossowski bereits in der Nähe der Weichsel.
Rokossowski hatte einen Operationsplan, der die Einnahme Warschaus zum 10. August 1944 vorsah.
Er wurde aber von Josef Stalin an der Ausführung dieses Plans gehindert und es wurde ihm befohlen abzuwarten.
Jankowski erhielt im Juli 1944 vom in London sitzenden Ministerpräsident Stanisław Mikołajczyk die Erlaubnis, den Beginn des Warschauer Aufstandes auszurufen.
Den Zeitpunkt dafür sollte Jankowski selbst wählen.
Am 31. Juli 1944 beschlossen Jankowski und General Tadeusz Komorowski den Warschauer Aufstand am 1. August 1944 zu beginnen.
Oberbefehlshaber war der Kommandeur Antoni Chruściel.
Nach anfänglichen Erfolgen der polnischen Seite gewannen die Deutschen die Oberhand und ermordeten auf Befehl Heinrich Himmlers einen großen Teil der Zivilbevölkerung Warschaus einschließlich von Frauen, Kindern und Alten.

„Da machte mich Reinefarth auf den deutlichen Befehl Himmlers aufmerksam. Das erste, was er mir sagte, war, daß man keine Gefangenen nehmen dürfe und jeden Einwohner Warschaus totschlagen sollte. Ich fragte: Frauen und Kinder auch? Worauf er antwortete: Ja, Frauen und Kinder auch.“

Ein Teil der Zivilbevölkerung wurde in das Durchgangslager 121 Pruszków deportiert.
Außerdem zerstörten die Deutschen die Stadt Warschau fast vollständig.

#### Ende des Warschauer Aufstands bis zur Verhaftung 1945
Nach Beendigung des Warschauer Aufstands gelangte Jankowski zusammen mit Kazimierz Moczarski und einigen Zivilisten nach Pruszków.
Hier setzte er seine Untergrundtätigkeit fort.
Im Januar 1945 wurden von der Londoner Exilregierung Versuche unternommen, mit den Sowjets über eine Regierungsbeteiligung von Vertretern der Exilregierung an der zukünftigen polnischen Regierung zu verhandeln.
Dazu wurde Jankowski zur Führung dieser Verhandlungen ermächtigt.
Infolge der Besetzung immer größerer Gebiete Polens durch die Sowjets veränderten sich die Aufgaben der Heimatarmee.
Leopold Okulicki wurde im Dezember 1944 von der Londoner Exilregierung zu ihrem Kommandeur ernannt.
Am 22. November 1944 erhielten Jankowski und Okulicki von Ministerpräsident Stanisław Mikołajczyk aus London die Anweisung, die Heimatarmee zu einer streng geheimen Organisation umzubauen, die die Bevölkerung gegen Gewaltakte der Roten Armee schützen sollte.
General Leopold Okulicki verkündete am 19. Januar 1945 seinen letzten Befehl als Oberbefehlshaber der Heimatarmee, in dem er offiziell die Heimatarmee auflöste und ihre Soldaten vom Eid befreite.
Damit ging die Heimatarmee in den Untergrund. Sie wurde geleitet von General August Emil Fieldorf.
Doch schon am 3. März 1945 berichtete Jankowski nach London, dass die Heimatarmee gänzlich von der NKWD unterwandert war, was sich in Hausdurchsuchungen und Massenverhaftungen ihrer Mitglieder zeigte.
Angesichts dieser Situation plädierte Jankowski dafür, dass nur Vertreter der Führungsspitze zu Gesprächen gehen sollten.

#### Prozess der Sechzehn
Auf der Konferenz von Jalta im Februar 1945 wurde beschlossen, die stalintreue Provisorische Polnische Regierung durch eine „Regierung der Nationalen Einheit“ zu ersetzen, die auf eine „Abhaltung freier Wahlen auf der Grundlage des allgemeinen Wahlrechts und geheimer Abstimmung“ verpflichtet werden sollte.
Diese Regierung sollte auf eine breitere Grundlage gestellt werden und demokratische Führungskräfte aus dem Kreis der polnischen Exilregierung aufnehmen.
Im März 1945 waren Stanisław Mierzwa, Kazimierz Bagiński und Adam Bień Mitglieder einer Delegation der Polnischen Volkspartei (SL), die Verhandlungen mit den Sowjets über die Bildung einer „Regierung der Nationalen Einheit“ führen sollte.
Wincenty Witos, der in Piotrków Trybunalski lebte, wusste von diesem Unternehmen und war damit einverstanden.
Auch die drei anderen Parteien (Polnische Sozialistische Partei, Nationale Partei (SN), Partei der Arbeit (SP)) stellten Delegierte für solche Verhandlungen auf.
Stalin hatte jedoch kein Interesse an einer Beteiligung anderer Parteien an der polnischen Regierung.
Er hatte vielmehr den Plan, die gesamte polnische politische Führung, die nicht stalintreu war, zu beseitigen.
Diesen Plan setzte er in der Folge sehr geschickt um.
Am 18. und 20. März 1945 verhandelten die Delegierten von SL, SP und SN in einer Villa in Pruszków bei Warschau mit einem sowjetischen Oberst Pimienow.
Bei diesen Treffen wurden sie so freundlich und zuvorkommend von den Sowjets behandelt, dass bei ihnen eine optimistische Stimmung entstand.
Das führte dazu, dass sie die eigentlichen Führungskräfte der Untergrundregierung, Leopold Okulicki, Jankowski und Kazimierz Pużak, dazu überredeten, an den Verhandlungen teilzunehmen.
Diese vermuteten eine Falle der Russen, gaben aber schließlich nach.
Am 27. und 28. März 1945 erschienen die 16 polnischen Delegierten zu den Verhandlungen.
Sie wurden alle von den Sowjets entführt, mit dem Flugzeug nach Moskau gebracht und dort im NKWD-Gefängnis Lubjanka eingekerkert.
Im Prozess der Sechzehn wurden sie am 21. Juni 1945 zu Gefängnisstrafen verurteilt.
Jankowski erhielt 8 Jahre Gefängnis.
Alle drei Führungskräfte, Okulicki, Jankowski und Pużak, wurden in den folgenden Jahren im Gefängnis von den Sowjets ermordet.
Jankowski wurde zwei Wochen vor dem Ende seiner Haftstrafe, in Wladimir ermordet.
Der Ort seiner Beerdigung ist unbekannt.
Der ohnehin schwache und halbherzige Protest der Westmächte, vorgebracht durch den britischen Außenminister Anthony Eden und den amerikanischen Außenminister Edward Stettinius junior, gegen diese Behandlung von rechtmäßigen Vertretern der Regierung eines souveränen Landes wurde von den Sowjets vollständig ignoriert.

## Anerkennung
- 1995: Orden des Weißen Adlers, posthum
- 1944: Orden Virtuti Militari 5. Klasse (Silbernes Kreuz)
- 1925: Orden Polonia Restituta
- 1933: Unabhängigkeitskreuz
- 1938: Unabhängigkeitskreuz mit Schwertern

## Verhältnis zum polnischen Antisemitismus
Jankowski war Anhänger des parteiübergreifenden polnischen Antisemitismus.
Er kritisierte, ebenso wie Vertreter anderer Parteien, noch 1944 den "übertriebenen Philosemitismus" der polnischen Regierung.
In einem Bericht an den Premierminister der polnischen Exilregierung Stanisław Mikołajczyk betonte er, dass die Juden in Polen nicht gemocht werden.